# Augeneria verdis
Augeneria verdis är en ringmaskart som beskrevs av Anne D. Hutchings och Murray 1984. Augeneria verdis ingår i släktet Augeneria och familjen Lumbrineridae. Inga underarter finns listade i Catalogue of Life.